# Голобородько Ілля Іванович
Ілля Іванович Голобородько (нар. 19 липня 1908, село Заріччя Полтавської губернії, тепер Пирятинського району Полтавської області — 11 травня 1988, місто Київ) — український радянський партійний діяч, керуючий справами ЦК КПУ. Депутат Верховної Ради УРСР 7—10-го скликань. Кандидат у члени ЦК КПУ в 1971—1976 роках. Член ЦК КПУ в 1976—1986 роках.

## Біографія
Народився 19 липня 1908 року. Освіта середня. У 1928 році закінчив Пирятинську індустріальну професійно-технічну школу.
З 1928 року — Пирятинський районний інспектор по ліквідації неписьменності. У 1930—1931 роках служив у Червоній армії.
Член ВКП(б) з 1931 року.
У 1931—1935 роках — відповідальний секретар, голова Пирятинської районної ради Тсоавіахіму. У 1935—1936 роках — пропагандист Пирятинського районного комітету КП(б)У.
У 1936—1937 роках — завідувач політнавчання, секретар Пирятинського районного комітету ЛКСМУ. У 1937—1938 роках — секретар виконавчого комітету Пирятинської районної ради депутатів трудящих Полтавської області.
У 1938—1940 роках — голова виконавчого комітету Пирятинської районної ради депутатів трудящих Полтавської області.
У 1940—1941 роках — секретар виконавчого комітету Ізмаїльської обласної ради депутатів трудящих. У 1941—1942 роках — секретар виконавчого комітету Одеської обласної ради депутатів трудящих (в евакуації).
У 1942—1944 роках — заступник керуючого справами Ради Народних Комісарів Російської РФСР.
У лютому 1944—1984 роках — керуючий справами ЦК КП(б)У (КПУ).
З 1984 року — на пенсії в місті Києві.

## Нагороди
- орден Жовтневої Революції
- три ордени Трудового Червоного Прапора (23.01.1948, 26.02.1958)
- орден «Знак Пошани» (22.03.1966)
- орден Дружби народів (1.08.1978)
- Почесна грамота Президії Верховної Ради Української РСР (18.07.1968)
- медалі